# 开尔文格罗夫美术馆和博物馆
开尔文格罗夫美术馆和博物馆（Kelvingrove Art Gallery and Museum）是苏格兰格拉斯哥的一座博物馆和美术馆，也是苏格兰最热门的免费旅游景点之一，超过了爱丁堡城堡，是伦敦以外访问量第3大的英国博物馆。它位于该市西区的亚皆老街（Argyle Street），开尔文河（River Kelvin）畔，对面是建筑类似的开尔文大厅（Kelvin Hall）。它毗邻开尔文格罗夫公园，公园对面则是格拉斯哥大学的主校区。

## 历史
开尔文格罗夫美术馆的部分建设资金来自在开尔文格罗夫公园举行的1888年世界展览会的收益。建筑师是约翰·威廉·辛普森和米尔纳·艾伦，1901年开放。它采用西班牙巴洛克风格，并遵守格拉斯哥人使用当地红色砂岩的传统。
虽然作为一个永久性建筑，但是由于是作为在公园内举行的另一次世界博览会（1901年）的主要建筑。这解释了为什么这座建筑显得前后倒置。如今，大多数游客是从主要街道阿盖尔街的后门进入，因为后门处设置有无障碍通道以及停车场，而不是通过公园的前门进入。
博物馆的藏品主要来自麦克莱伦美术馆（McLellan Galleries），以及开尔文格罗夫公园内的老Kelvingrove House Museum。它拥有世界上最好的武器和装甲收藏之一，以及大量的自然史收藏品。艺术藏品包括许多优秀的欧洲艺术品，作品包括老大师（Old Master）、法国印象派、荷兰文艺复兴、苏格兰色彩画家以及格拉斯哥学派。
馆内藏有萨尔瓦多·达利的名作《十字若望的基督》（Christ of Saint John of the Cross）。馆长在会见达利时买下了这幅画的版权。在2003年至2006年期间，这幅画曾被移到圣蒙哥宗教生活与艺术博物馆（St Mungo Museum of Religious Life and Art）。
2006年7月11日，经过3年的封闭维修之后，伊丽莎白二世主持了开尔文格罗夫的重新开放仪式。修复工作的费用超过2,800万英镑，包括一个新的餐厅和一个大型地下展室，以容纳8,000件展品。

## 画廊

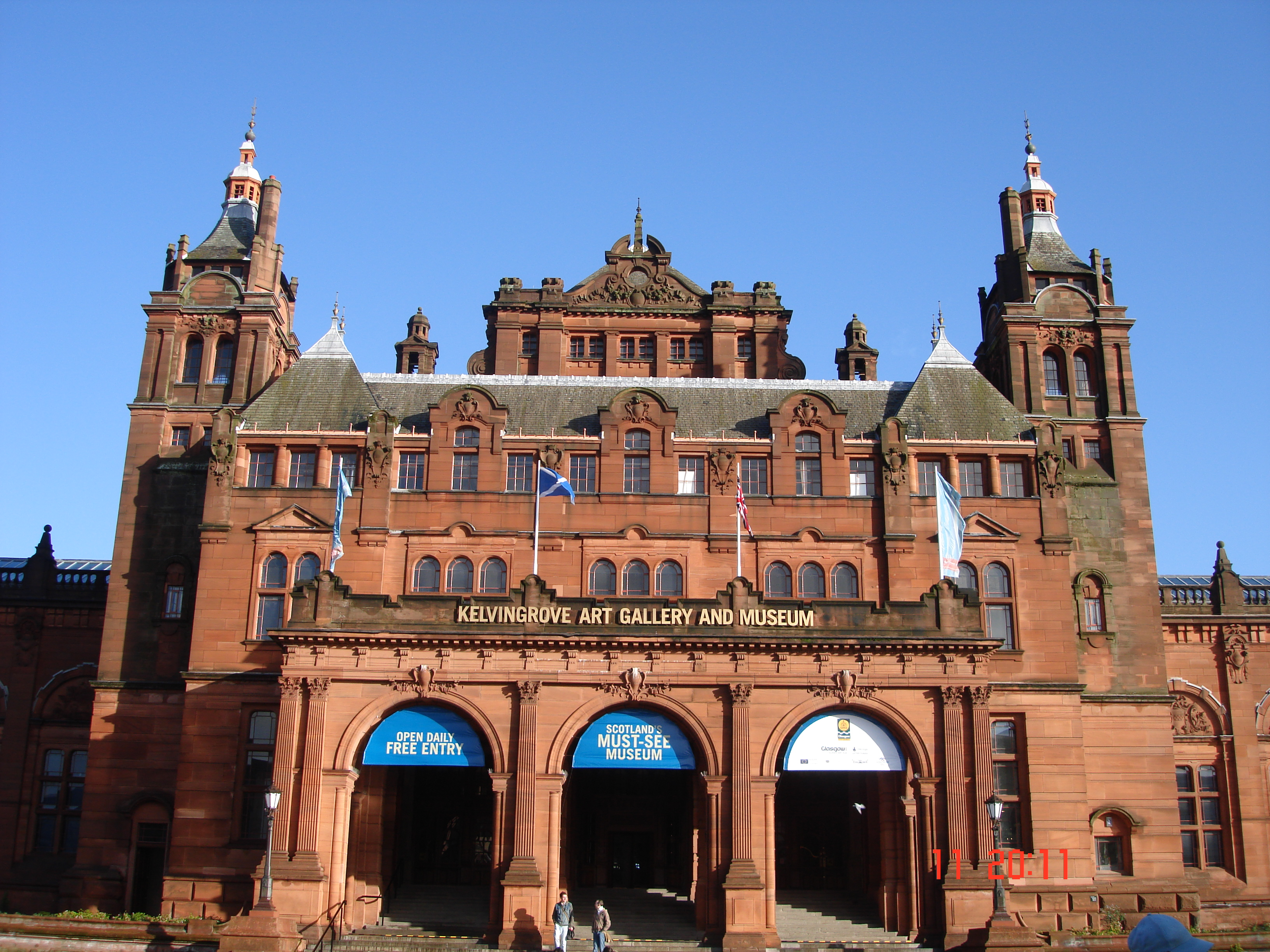
博物馆的正门入口
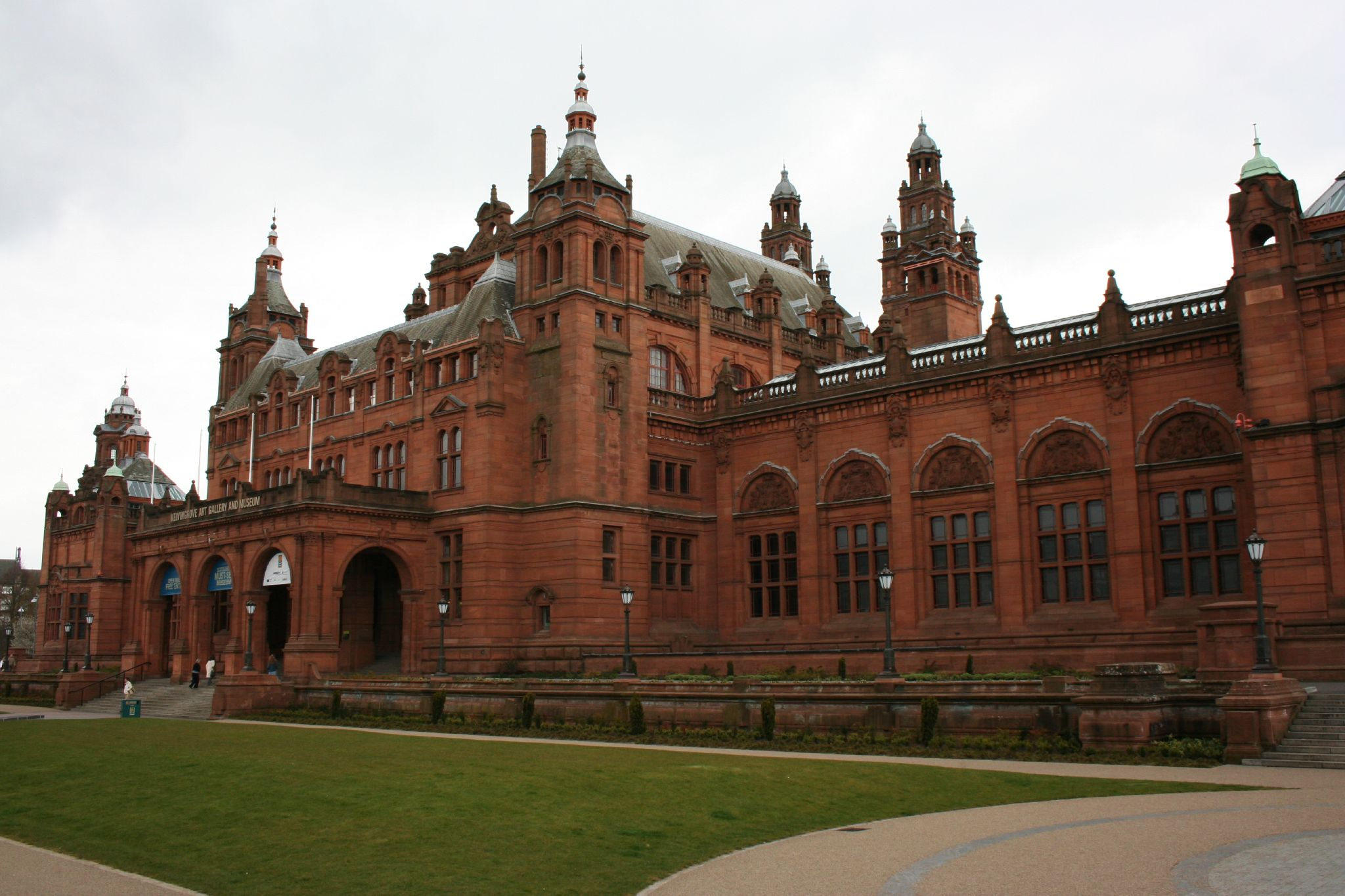
博物馆的主立面，从亚皆老街向西看